# Bohuslávky
Bohuslávky é uma comuna checa localizada na região de Olomouc, distrito de Přerov.
O município cobre uma área de 2,89 quilômetros quadrados (1,12 sq mi) e tem uma população de 342 habitantes (em 3 de Julho de 2006).
Bohuslávky fica a cerca de 14 quilômetros (9 mi) a nordeste de Přerov, 24 km (15 mi) a leste de Olomouc e 234 km (145 mi) a leste de Praga.